# Ервин I фон Глайхен
Ервин I фон Глайхен (на немски: Erwin I von Gleichen; на латински: Erwinus comes; * 1040; † 1116/сл. 1133) е граф на Глайхен, първият известен от фамилията, споменат за пръв път през 1099 г. като граф на Тона, граф в Тюрингия (1114), монах в Рейнхардсбрун.

## Фамилия
Ервин I се жени за Хелинбург фон Лора (1080 – 1133), дъщеря и наследничка на граф Берингер I фон Лора (1060 – 1120). През 1130 г. тя основава манастира „Фолкенрода“. Те имат децата:
- Ернст I († 29 декември 1152), граф на Глайхен, Тона и Харбург, женен
- Ламберт I († 3 октомври 1149 в Ерфурт), граф на Глайхен и Берг, женен за Матилда (Мехтилд) фон Аре († сл. 1146), дъщеря на граф Дитрих I фон Аре/Теодорикус фон Аре († 1126)
- Беатрикс († 1120), омъжена за граф Попо II фон Хенеберг († 1118), син на граф Попо I фон Хенеберг, бургграф на Вюрцбург († 1078)
- Брининг (Бруно) († 3/5 април 1149), монах в манастира „Фолкенрода“, домхер в Хилдесхайм